# Nico Witteman

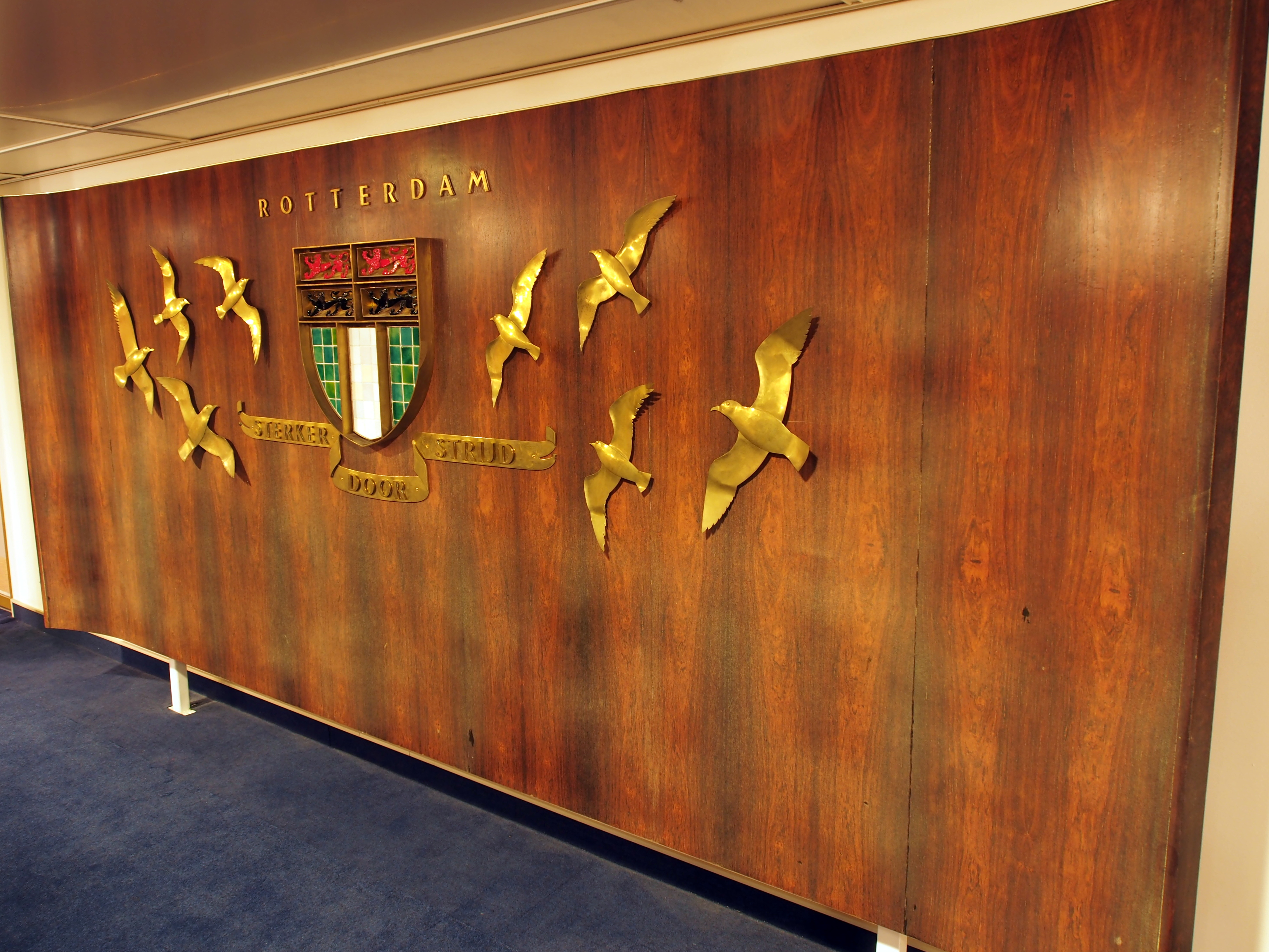
Wapen van Rotterdam (1959)

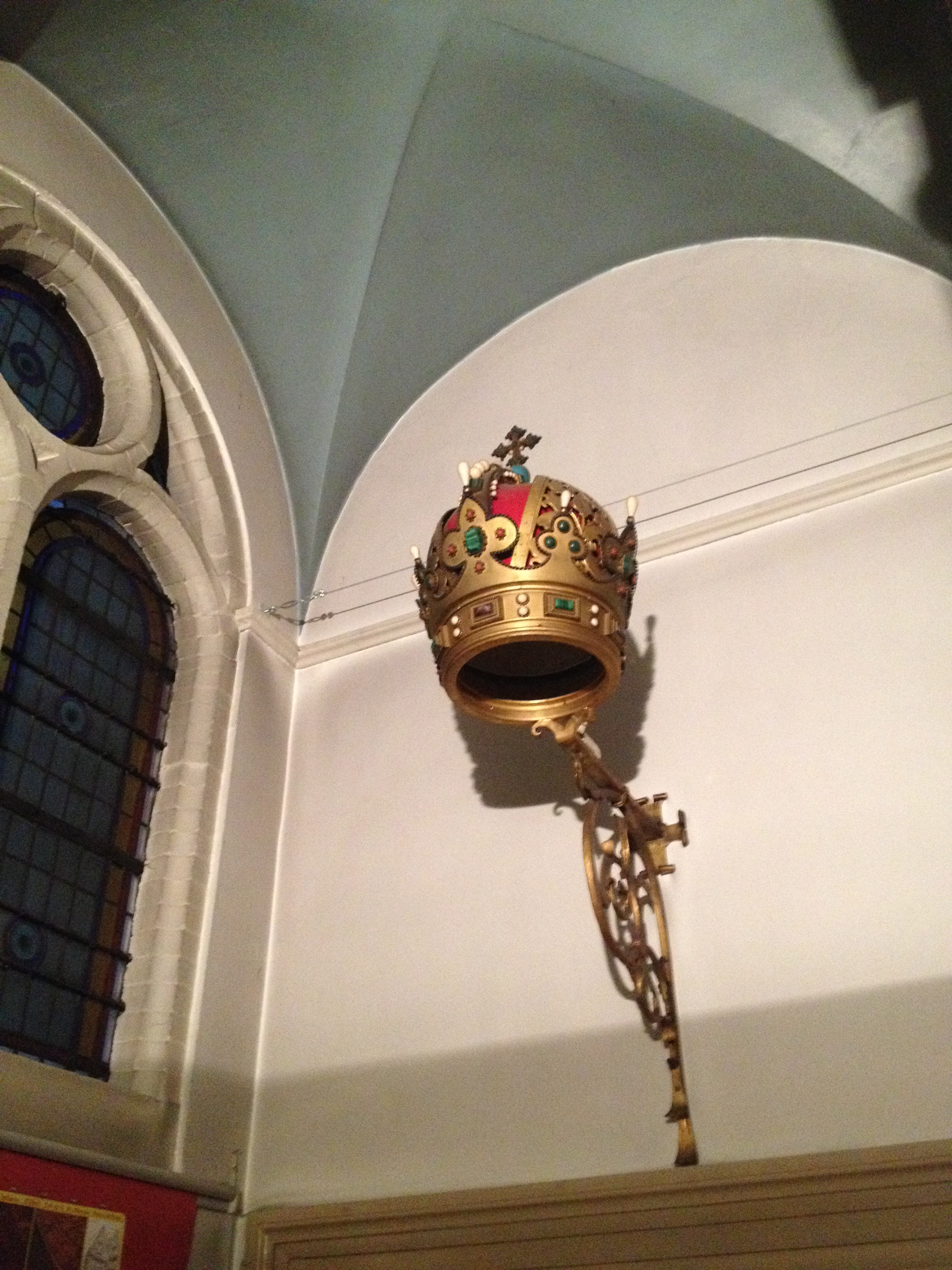
Kroon van Maximiliaan (1950)

Nicolaas Adrianus Franciscus (Nico) Witteman (Nieuwendam, 4 oktober 1900 – Amsterdam, 15 januari 1982) was een Nederlands edelsmid en emailleur.

## Leven en werk
Nico Witteman was een zoon van koopman Petrus Gerardus Witteman (1865-1920) en Wilhelmina Boer (1864-1957) en een jongere broer van de politicus Piet Witteman. Hij studeerde aan Kunstnijverheidsschool Quellinus in Amsterdam (als leerling van Jacob Andries Jacobs), de Kunstgewerbeschule München (1922-1923) en de Académie Colarossi in Parijs (1926-1927). Hij ging daarnaast in de leer bij Jan Eisenloeffel (1925-1926) en bij edelsmid Flemming in Stockholm (1927). Hij woonde en werkte in Amsterdam, waar hij een eigen atelier had. Hij trouwde in 1930 met Antonia Georgina (Tonny) van der Meer (1912-1988), met wie hij een aantal kinderen kreeg.
Witteman ontwierp en vervaardigde diverse grotere smeedijzeren werken, waaronder een 6 meter lang hekwerk voor het Nederlands paviljoen op de wereldtentoonstelling van 1937 in Parijs en een trapleuning (1940) voor het Huis van de Arbeid in Utrecht. Daarnaast veel kleiner werk, zoals sieraden en liturgisch vaatwerk (waaronder ciboriën, kelken, monstransen en wierookvaten). De opdracht voor een bisschopsstaf noemde Witteman in 1938 tegenover M.J. Brusse "het hoogste dat wij kunnen bereiken, als het ware de bekroning van ons werk. En nu ik dezen staf voltooid heb, nu heb ik dan ook alles gemaakt wat je in ons vak aan kerkelijke kunst kan worden opgedragen." Naast zijn smeedwerk was Witteman bekend om zijn veelkleurig emailwerk (email peinture, email cloisonné), dat hij gebruikte voor vensters, kruiswegstaties en lampenkappen. Op de wereldtentoonstelling in 1937 won hij een gouden medaille in de categorie keramiek, email en mozaïek en een diplome d'honneur in de categorie metaal, edelsmeedwerk en diamant.
Witteman was lid van de Algemene Katholieke Kunstenaarsvereniging en exposeerde meerdere malen. Eind 1931 had hij zijn eerste grote tentoonstelling bij het Instituut voor Kerkelijke Kunst in Amsterdam. Mede dankzij de bemiddeling van het Instituut kwam hij in aanraking met katholieke opdrachtgevers. Solo-exposities had hij onder meer ter gelegenheid van zijn 50e verjaardag bij kunstzaal M.L. de Boer in Amsterdam en ter gelegenheid van zijn 75e verjaardag in het Drents Museum in Assen. Witteman schreef enkele keren over kerkelijke kunst in het blad Opgang. Hij gaf les op zijn atelier en gaf gastlessen aan de Katholieke Leergangen. Tot zijn leerlingen behoorden Jan Elders en Jan Noyons.
Nico Witteman werd in 1976 benoemd tot ridder in de Orde van Oranje-Nassau. Hij overleed in 1982, op 81-jarige leeftijd.

## Enkele werken
- tabernakeldeur en kandelaars (1928) voor de kapel van het Piusgesticht in Alkmaar
- geëmailleerde tabernakeldeur (1931), met 25 panelen, voor de kapel van het Sint-Bernardusgesticht in Amsterdam
- ontwerp hoogaltaar en doopvont (1931-1932) en uitvoering van het smeedwerk voor de kapel van het kruisherenklooster Mater dolorosa in Zoeterwoude.
- email-peinture-panelen van Maria van Goede Raad en Antonius van Padua (1932) voor de Sint Agneskerk in Amsterdam
- tabernakeldeuren, expositietroon, wierookvat en zevenarmige kandelaar (1932) voor de Heilig Hartkerk in Bussum
- kandelaars, tabernakelkroon, expositiekroon, monstrans, smeedijzeren communiebanken, hekken achter het priesterkoor (1933) voor de Sint Jozefkerk in Zwolle
- corpus Christi, kandelaars en tabernakeldeuren (in of voor 1934) voor de Sint-Agathakerk in Harreveld
- bisschopsstaf, borstkruis en bisschopsring (1937) voor Jacques Pessers (1896-1961), bisschop van Candyba, apostolisch vicaris van Timor
- hekwerk met de reis van Bonifatius (1937) in opdracht van het Rijk voor het Nederlands paviljoen op de wereldtentoonstelling van 1937 in Parijs
- Antonius van Padua (1937), email-triptiek voor De Liefde in Amsterdam
- passiehek (1939), smeedwerk ter afsluiting van de nis met de relieken van het Heilig Kruis en de Doornenkroon voor de Sint Agneskerk in Amsterdam
- tabernakeldeuren en -bekroning (1939) voor de kapel van het grootseminarie in Haaren
- twaalf koperen reliëfs, twee kandelaars en een altaarkruis (1939) voor het Jozefaltaar in de Sint Agneskerk in Amsterdam
- zilveren pixus in opdracht van pastoor Duyvis voor de Parochie van St Adelbert te Egmond Binnen, na inlevering van "oud zilver" -dit vanwege de Tweede Wereldoorlog.
- hierna een opdracht voor een zeer grote ciborie (Witteman had een honderdtal niet-gesacreerde partikel hosties om een gepaste ciborie te maken).
- smeedijzeren trapleuning (1940) voor het Huis van de Arbeid, kantoor van het Rooms-Katholiek Werkliedenverbond in Utrecht
- gouden miskelk (1945) voor de Begijnhofkapel (Amsterdam)[7]
- verguld zilveren kroontjes (1950) voor een beeld van Maria met kind in de Sint-Joostkapel in Breda. Het beeld zelf werd gemaakt door Niel Steenbergen.
- altaarversiering in metaal en email (1950) voor de Johannes de Doperkerk in Baexem[8]
- keizerskroon of kroon van Maximiliaan (1950) voor de Begijnhofkapel in Amsterdam[9]
- gouden staf (1950) voor Paulus Andriessen, abt van Egmond
- medaille voor de Zilveren Anjer (1954) met Pam Rueter
- twee raamwerken (1955) aan weerszijden van de hoofdingang van het hoofdadministratiegebouw van de Plaatselijke Telefoondienst aan de Pieter de Hoochstraat 55, Amsterdam
- reliëfs van het wapen van Rotterdam en de vier windrichtingen (1959) voor het schip Rotterdam
- plaquette 'voor hen die vielen' (1979) aan de toren van de Grote Kerk in Emmen
- twee communiebanken, een tabernakel, een kelk, een doopschaal en een duif op de doopvont voor de Obrechtkerk in Amsterdam
- kruisweg in email cloisonné voor het Sint Augustinusklooster, broederhuis van de Broeders van Maastricht, in Amsterdam
- kruisweg voor de schoolkapel van het Sint Ignatiuscollege in Amsterdam

## Museale collecties
Werk van Witteman is opgenomen in de collecties van onder andere het Museum Catharijneconvent en het Stedelijk Museum Amsterdam.
- Biografisch Portaal: 47909565
- Nederlandse Thesaurus van Auteursnamen: 072585498
- RKD-Nederlands Instituut voor Kunstgeschiedenis: 85199
- Virtual International Authority File: 282079510
- WorldCat: E39PBJmHF9yt6hPBYdFj3BCRKd